# Kościół św. Józefa Oblubieńca Najświętszej Maryi Panny w Oławie
Kościół świętego Józefa Oblubieńca Najświętszej Maryi Panny – dawny rzymskokatolicki kościół pomocniczy należący do parafii Najświętszej Marii Panny Matki Pocieszenia w Oławie.

## Historia
Budowa świątyni została rozpoczęta w dniu 28 marca, a została zakończona 9 września 1877 roku. Pierwotnie był to kościół ewangelicko-luterański pod wezwaniem św. Michała.
W latach 70. XX wieku została odkupiona od władz miejskich przez księdza prałata Franciszka Kutrowskiego na potrzeby Kościoła rzymskokatolickiego. Następnie pełniła funkcję kościoła pogrzebowego. W świątyni odprawiane były również nabożeństwa greckokatolickiej parafii Narodzenia Najświętszej Bogurodzicy. W dniu 30 maja 2013 roku, w Uroczystość Najświętszego Ciała i Krwi Chrystusa budowla została zniszczona przez pożar.